# Upper Rissington
Upper Rissington – wieś w Anglii, w hrabstwie Gloucestershire, w dystrykcie Cotswold. Leży 38 km na wschód od miasta Gloucester i 117 km na zachód od Londynu. Miejscowość liczy 994 mieszkańców.